# Ines Aragonska
Za osobu koja je možda identična ovoj, pogledajte "Agneza Akvitanska, grofica Savoje".
Kraljica Ines (ili Agneza; aragonski: Agnés; šp.: Inés) bila je kraljica Aragonije, druga po redu. 
Bila je druga supruga prvog kralja Aragonije, Ramira I., koji je bio sin kralja Sanča III. Velikog.
Ramiro je oženio Ines nakon smrti svoje prve supruge Gisberge Ermesinde od Bigorre. Ines je postala maćeha sinovima i kćerima Ramira, od kojih su najpoznatiji kralj Sančo Ramírez i biskup García.
Vjeruje se da je Ines nadživjela svog muža, koji je umro 8. svibnja 1063. Čini se da nisu imali djece.
Nije poznato tko je bio Inesin otac, ali postoje špekulacije da je to bio Vilim VI. Debeli ili Vilim VII. Akvitanski. Moguće je da je Ramirova supruga Ines identična grofici Agnezi od Savoje.